# Гільда (мультсеріал)
«Гільда» (англ. Hilda) — канадо-британський мультсеріал за однойменною серією коміксів британського ілюстратора Люка Пірсона, створений компаніями Silvergate Media і Mercury Filmworks. У серіалі розповідається про пригоди безстрашної синьоволосої 11-річної дівчинки Гільди, її матері Джоанни та її фантастичного звіра лисоленя Живчика, про її життя в лісі, переїзд до міста Тролещина після того, як їхній старий будинок на околиці лісу знищив велетень, і зустрічі з різними міфічними істотами.
Серіал дебютував на сервісі Netflix 21 вересня 2018 року. Прем'єра перших двох епізодів відбулася раніше на Нью-Йоркському міжнародному дитячому кінофестивалі 25 лютого 2018 року. Прем'єра другого сезону відбулася 14 грудня 2020 року. 30 грудня 2021 року на Netflix відбулася прем'єра фільму Гільда і гірський король, дія якого розгортається між другим і третім сезонами. Прем'єра останнього, третього сезону відбулася 7 грудня 2023 року.
Серіал отримав схвальні відгуки критиків під час показу. Він отримав кілька нагород Енні, у тому числі за «Найкращий дитячий серіал» двічі протягом двох років, а також нагороди Еммі за «Видатну головну послідовність заголовків», «Видатний дитячий телесеріал» і «Видатний монтаж у денній програмі», поділивши останню нагороду з серіалом Аніманіяки.

## Сюжет
Гільда  — юна дівчинка, яка виросла з матір'ю Джоанною в будинку на узліссі поблизу оточеного муром міста Тролещина. Гільда та Джоанна незабаром переїжджають назавжди до міста, щоб знайти краще життя та дати Гільді належне виховання. Протягом серіалу вона та її лисолень Живчик, згодом у супроводі ельфа, на ім'я Альфур, та друзів Девіда і Фріди, вирушають у цілий ряд пригод, взаємодіючи та спілкуючись із таємничими тваринами та духами, які живуть у місті Тролещина та навколо нього.

## Персонажі

### Головні
- Гільда (озвучена Беллою Рамзі) — відчайдушна 11-річна[a] дівчинка, яка приєдналася до Горобців-скаутів (англ. Sparrow Scout) і яка любить досліджувати невідомі землі разом зі своїм улюбленцем лисоленем[b] Живчиком. Народжена на узліссі, вона незабаром з великим небажанням переїжджає до міста Тролещина. Однак Гільда швидко адаптується до свого нового дому, з часом краще розуміє міське середовище, вступає до школи, навчається їздити на велосипеді та заводить друзів[14]. Пізніше вона тимчасово перетворюється на троля і дізнається, як виглядає життя в їхньому нічному світі, намагаючись знайти дорогу додому.
- Фріда (озвучена Амірою Фальзон-Оджо[en]) – найкраща подруга Гільди, дівчинка з шкірою темного кольору, яка належить до Горобців-скаутів, навчається чаклунству та є однією з найкращих учениць у своїй школі. Завдяки своїм організаторським здібностям вона здобула багато значків Горобців-скаутів. Пізніше вона починає навчатися магії під керівництвом Матильди Пілквіст, щоб стати відьмою з Гільдою як фамільяром, зрештою набувши досвіду виконання різноманітних потужних заклинань.
- Девід (озвучений Олівером Нельсоном) – ще один найкращий друг Гільди та Фріди, належить до Горобців-скаутів. Він невпевнений у собі, легко лякається, любить збирати каміння та притягує комах. Незважаючи на свій лякливий характер, Девід вірний, добрий і завжди поруч зі своїми друзями. Девід зазвичай не хоче супроводжувати Гільду та Фріду в потенційно небезпечних пригодах.
  - Ілан Галкофф – голос Девіда під час співу[14]
- Джоанна «Mum» (озвучена Дейзі Гаггард[en]) – мати Гільди, яка працює графічним дизайнером, а також працівником магазину. Хоча Джоанна терпимо ставиться до пригод своєї доньки, вона хвилюється за безпеку Гільди, часто засмучується, коли Гільда каже неправду про своє місцезнаходження. Після того, як велетень розтрощив їхній дім, Джоанна та Гільда переїхали з відлюдного життя на узліссі до квартири у гамірному місті Тролещина.
- Альфур Олдрік[15] (озвучений Расмусом Гардікером[en]) – ельф-ентузіаст паперової роботи, який подорожує з Гільдою до Тролещини, щоб дізнатися про життя в цьому місті.
- Тонту (озвучений Расмусом Гардікером) – тонтту, якого вигнали зі свого колишнього дому під кінець 1 сезону, пізніше він переїхав жити в квартиру Гільди.
- Ерік Алберг (озвучений Джоном Гопкінсом[en]) – охочий до слави голова Патруля безпеки Тролещини. Пізніше він відмовляється від посади після подій, описаних в фільмі Гільда і гірський король (доданий у 2 сезоні).
- Герда Густав (озвучена Люсі Монтгомері[en]) — помічниця Алберга. На відміну від свого боса, помічниця Густав надзвичайно компетентна і хоче забезпечити безпеку жителів Тролещини. Пізніше після відставки Альберга її підвищили до посади голови Патруля безпеки (англ. Chief Deputy) (додана у 2 сезоні).

### Епізодичні
Усі перелічені в цьому розділі актори зазначаються лише як «Додаткові голоси» в кінцевих титрах. Інформація про конкретних персонажів надходить з інших джерел, і актори можуть озвучувати більше персонажів, ніж згадано в цьому переліку.
- Кайса[c] (озвучена Кайсою Хаммарлунд) – бібліотекарка, яка допомагає Гільді досліджувати її пригоди. Кайса бере активнішу роль у 2 сезоні після того, як виявляється, що вона відьма[14].
- Тревор (озвучений Рісом Покні) – місцевий задирака[14].
- Дерев'яна людина (озвучений Ако Мітчеллом[en]) – деревоподібна істота коричневого кольору, яка часто відвідує колишній будинок Гільди в лісі. Він зазвичай заходить без запрошення, не постукавши у двері[16][17].
- Астрід (озвучена Міріам Марголіс (у похилому віку); Терезою Галлахер[en] (у молодості)) – дворідна тітка Гільди та тітка Джоанни, яка живе в Тофотені[18].
- Пука (озвучений Філіппою Райс) – істота, яка може змінювати форму і яка постійно просить випадкові речі в Астрід і завжди отримує відмову[18].
- Андерс (озвучений Джоном Сіммом) – батько Гільди, який хоче проводити з нею більше часу.

## Список серій
| Сезон | Епізоди | Епізоди | Оригінальний випуск | Оригінальний випуск |
| ----- | ------- | ------- | ------------------- | ------------------- |
| 1     | 13      | 13      | 21 вересня 2018     | 21 вересня 2018     |
| 2     | 13      | 13      | 14 грудня 2020      | 14 грудня 2020      |
| Фільм | Фільм   | Фільм   | 30 грудня 2021      | 30 грудня 2021      |
| 3     | 8       | 8       | 7 грудня 2023       | 7 грудня 2023       |

### Сезон 1 (2018)
| № серії | № серії в сезоні | Назва серії                                           | Режисер(и) | Сценарист(и)    | Оригінальна дата виходу |
| --- | ---------------- | ----------------------------------------------------- | ---------- | --------------- | ----------------------- |
| 1 | 1                | «Chapter 1: The Hidden People» «Прихований народ»     | Енді Койл  | Стефані Сімпсон | 21 вересня 2018         |
| Гільда, її мати Джоана та їхній лисолень Живчик жили на узліссі відтоді, як народилася Гільда. Під час однієї зі своїх пригод Гілда знаходить троля, застиглого в камені. Коли сонце сідає, троль починає рухатися, Гільда та Живчик тікають, троль знаходить їхній дім, але проблему вдається вирішити, коли Живчик знімає дзвіночок, який Гільда раніше прив'язала до носа троля. Пізніше того ж дня на їхній будинок нападають маленькі невидимі істоти. Джоанна пропонує переїхати до Тролещини, але Гільда має намір виправити ситуацію, щоб вони могли залишитися. Вона дізнається, що невидимі істоти є маленькими ельфами, і вона знайомиться з одним з них на ім'я Альфур, який погодився домовитися про зустріч з прем'єр-міністром ельфів. Після зустрічі з прем'єр-міністром Гільда дізнається, що тільки король ельфів може змінити ситуацію. Гільда пригнічена, але незабаром почувається краще, коли Альфур вирішує відвести її до короля, хоча це суперечить протоколу. Засновано на графічних новелах Гільда і троль та Гільда і опівнічний велетень |                  |                                                       |            |                 |                         |
| 2 | 2                | «Chapter 2: The Midnight Giant» «Опівнічний велетень» | Енді Койл  | Стефані Сімпсон | 21 вересня 2018         |
| Тієї ночі Гільда зустрічає велетня з попереднього епізоду, який пояснює їй, що чекає на друга. Наступного дня Гільда та Джоанна відвідують Тролещину. Гільда все ще не хоче переїжджати, але Джоанна просить її не виключати такої можливості. Дерев'яна людина відвідує їхній будинок, Гільда біжить за ним до його будинку, де Дерев'яна людина показує їй книгу про велетнів, завдяки чому Гільда розуміє, що велетень, якого вона зустріла, живе на найвищій горі на півночі і його звуть Йорген. Наступного дня Гільда та Альфур вирушають на пошуки Короля Ельфів. Король відмовляється говорити з Гільдою, через що вона починає кричати від гніву і спричиняє лавину. Гільда кидається до печери і пробуджує гору, яка виявляється ще одним гігантом, що спить під шарами снігу та землі. Гільді вдається вчасно схопити королівський палац, якій падає, її рятує Йорген, і Гільда розуміє що Йорген шукав цього гіганта. Два гіганти возз'єднуються, і коли здається що Гільда та Джоанна знову можуть жити спокійно на узліссі, Йорген випадково руйнує будинок, перед тим, як гіганти вирушають у космос. Нажахані Джоанна та Гільда усвідомлюють, що вони мусять переїхати до Тролещини розуміючи, як важко ельфам жити поряд з іншими великими істотами. Джоанна, Гільда, Живчик і Альфур їдуть до Тролещини та поселяються у своїй новій квартирі. Засновано на графічній новелі Гільда і опівнічний велетень |                  |                                                       |            |                 |                         |
| 3 | 3                | «Chapter 3: The Bird Parade» «Пташиний парад»         | Енді Койл  | Кенні Баєрлі    | 21 вересня 2018         |
| Поки місто готується до «Пташиного параду», щорічного фестивалю на честь Великого Крука, Гільда на прохання Джоанни виходить у місто і намагається знайти друзів. Вона проводить день із групою хуліганів і жахається, коли вони починають кидати каміння в птахів. Один птах отримує поранення, і Гільда приносить його до своєї квартири. Вони з Альфуром намагаються поговорити з птахом, але він майже нічого не пам'ятає через амнезію. Єдине, що він пам'ятає, це те, що йому потрібно знайти певну статую. Перед тим, як піти дивитися парад, Джоанна знаходить птаха і виштовхує його на балкон. Виявляється, цей птах — Великий Крук, призначення якого — приносити місту удачу. Коли Альфур і Крук намагаються знайти цю статую, Тревор знаходить і ловить Крука і, намагаючись змусити його заговорити, випадково штовхає його в річку. Коли прибігає Гільда, вона бачить пташину клітку, що йде під воду, але вона встигає нагадати йому, що він Великий Крук. Гільда стрибає в річку, щоб врятувати птаха, але його пам'ять відновлюється, він перетворюється на свою більшу форму і злітає в небо над містом разом з Гільдою. Він розповідає Гільді, що багато років тому він приземлився на статую, і люди подумали, що він був посланцем їхнього бога. Того року врожай був щедрим, і люди вірили, що це його заслуга, тож розпочали свято на його честь. Рік, коли він пропустив фестиваль, був невдалим, хоча це й не мало нічого спільного з поганою вдачею. Він хотів дати місту надію, тому він продовжував прилітати щороку, хоча він не Великий Крук, він громовий птах. Оскільки проблему вирішено, парад може розпочатися, і Джоанна відводить Гільду в особливе місце, щоб вони могли разом спостерігати за парадом. Гільда зізнається, що місто їй може сподобатися. Засновано на графічній новелі Гільда і пташиний парад |                  |                                                       |            |                 |                         |
| 4 | 4                | «Chapter 4: The Sparrow Scouts» «Скаути горобчики»    | Енді Койл  | Стефані Сімпсон | 21 вересня 2018         |
| Після посвячення Гільди в скаути-горобчики, скаути отримують своє перше завдання: благоустрій міського парку Тролещини. Гільда разом зі своїми новими друзями, Девідом і Фрідою, беруться за роботу, прополюючи та розчищаючи землю. Однак вночі рослиноподібні істоти на ім'я Віттра руйнують їхню роботу та звинувачують Гільду, Фріду та Девіда у тому, що вони витягли їх із землі. Віттра викрадає у Фріди пояс із значком, і вона кидається в погоню в підземні тунелі, де живуть усі Віттри. Гільда приходить на допомогу Фріді, яка застрягла в тунелі, і разом з Фрідою вони обіцяють врятувати друзів Віттри, яких викопали напередодні. Разом діти та Віттра прямують до машини для мульчування і встигають врятувати інших Віттра, перш ніж їх розчавить машина. Незважаючи на те, що вони не здобули значка, вони все одно добре провели час. Коли Девід лягав спати тієї ночі, камінь, який він підібрав раніше в парку, почав рухатися. |                  |                                                       |            |                 |                         |
| 5 | 5                | «Chapter 5: The Troll Rock» «Тролле-камінь»           | Енді Койл  | Кенні Баєрлі    | 21 вересня 2018         |
| По дорозі на батьківський вечір Гільда та Джоанна зустрічають директора Магнусона, який дуже радіє урочистому фіналу, церемонії освячення в школі нової статуї одному з великих засновників Тролещини, Едмунду «Вбивці тролів» Альбергу. Під час заходу Гільда представляє свою колекцію гнид, а Девід — свою колекцію каменів. Вчителька Гільди, пані Холгрім, просить учнів закрити штори та включити відео про історію школи, але незабаром після початку відтворення відео проектор падає на підлогу. Колекція каменів Девіда також опиняється на підлозі, і пані Холгрім замикає її в шухляді, припускаючи, що це Гільда кинула каміння в проектор. Фріда та Девід кажуть Гільді, що пані Холгрім вважає Гільду проблемною ученицею та хоче перевести її до класу для учнів з проблемами поведінки. Гільда розуміє, що один із каменів — це дитинча троля, і Гільда, Фріда та Девід вирішують перенести його за стіни міста. Фріда спрямовує своїх батьків до пані Холгрім, щоб відволікти її, це дозволяє Альфуру відкрити замок. Але відразу після того, як Девід бере камінь-дитинча троля, сонце сідає, камінь перетворюється на маленького троля і він виривається на волю, створюючи хаос і псуючи батьківський вечір. Гільда, Фріда та Девід женуться за маленьким тролем по всій школі, але не можуть його піймати. Пані Холгрім і Джоанна нарешті знаходять Гільду, і пані Холгрім пропонує перевести Гільду в невеликий перехідний клас. Гільда виявляє маленького троля у вентиляційній системі та ловить його. Дорослий троль вдирається до школи, і Гільда розуміє, що цей троль є матір'ю дитинча-троля. Вона повертає його матері, рятуючи таким чином ситуацію. На шляху за межі міста мати-троль руйнує шкільну статую, що дуже засмучує директора школи. Пані Холгрім і Гільда порозумілися, і Гільда залишилася в своєму класі. |                  |                                                       |            |                 |                         |
| 6 | 6                | «Chapter 6: The Nightmare Spirit» «Нічні кошмари»     | Енді Койл  | Кенні Баєрлі    | 21 вересня 2018         |
| Гільда заінтригована таємницею дівчини, яка ні з ким не спілкується в місті. Гільда, Фріда і Девід женуться за дівчиною, але вона таємничим чином зникає. Девід зізнається, що він трохи нервовий, тому що останнім часом йому сняться кошмари. Він вважає, що причиною його кошмарів є розповіді Гільди, зокрема історія про те, як щури Тролещини скрутили хвости і перетворилися на страшного Щурячого короля. Гільда пропонує знайти Щурячого короля, щоб Девід міг зіткнутися зі своїми страхами та подолати кошмари. Вони дізнаються від Щурячого короля, що саме ця дівчина є причиною кошмарів Девіда. Гільді та Фріді вдається простежити за дівчиною до лісу Халдравуд. Під час погоні вони з'ясовують, що дівчина може пересуватися через перешкоди, перетворюючись на зелений туман. Гільда та Фріда бачать дівчину в таборі інших дівчат біля вогнища та чують, як вона сміється, коли вона розповідає про кошмари Девіда. Гільда намагається кинути їй виклик, але всі дівчата миттєво зникають, перетворюючись на зелений туман. Наступного дня Гільда, Фріда та Девід за допомогою бібліотекарки знаходять книгу, з якої дізнаються, що ця дівчина насправді Марра, дух кошмару. Пізно вночі Гільда, Альфур і Фріда влаштовують пастку для Марри, і Гільда пропонує Маррі, щоб вона спробувала налякати Гільду в обмін на те, щоб залишити Девіда в спокої. Гільда засинає і Марра створює кошмар, зосереджений на страху Гільди перед їздою на велосипеді, але її перериває Девід, який будить Гільду. Девід каже, що якщо Гільда може впоратися з кошмарами, він теж зможе. Марра залишає Девіда в спокої, кажучи, що оскільки він достатньо сміливий, щоб просити кошмари, лякати його не дуже цікаво. Гільда запитує Фріду та Девіда, чи можуть вони навчити її їздити на велосипеді. |                  |                                                       |            |                 |                         |
| 7 | 7                | «Chapter 7: The Lost Clan» «Загублений клан»          | Енді Койл  | Бен Джозеф      | 21 вересня 2018         |
| Щоб отримати ботанічний значок скаутів, Гільда пропонує знайти рідкісну рослину, яку колись бачив Девід. Виявляється, ця рослина росте біля поселення ельфів, які одразу починають атаку. Ельфи захоплюють Девіда, але Гільді та Фріді вдається втекти. Вони дізнаються від Альфура, що ці ельфи — Загублений клан — були вигнані Королем ельфів за помилку, допущену під час оформлення договору купівлі-продажу земельної ділянки. Альфур пропонує завершити контракт, але ельфи заявляють, що вони більше не використовують контракти, натомість вірять на слово або б'ються, змушуючи Альфура (який є нащадком родини, яка також підписала контракт) битися з десятьма ельфами. Фріда просить відстрочки, щоб знайти лазівку в контракті, тим часом Девід залишається заручником ельфів. Єдина можливість зробити договір недійсним — спалити його вогняним диханням Ліндворма. З бібліотечної книги друзі дізнаються, що в районі Тролещини залишився лише один Ліндворм — на острові. Діставшись острова за допомогою Духа Води, Гільда і Фріда знаходять Ліндворма, який спить посеред саду. Гільда намагається спалити контракт диханням Ліндворма, поки він спить, але випадково його будить. Ліндворм незадоволений такими візитами і має намір зжерти Гільду, Фріду та Альфура, але врешті-решт погоджується спалити контракт в обмін на звичайні рослини, оскільки він любить садівництво і довгий час не міг отримати ці рослини. Повернувшись до Загубленого клану, Альфур повідомляє їм гарну новину — контракт анульовано і вони можуть повернутися назад. Однак ельфи Загубленого Клану не хочуть переїжджати; вони віддають у власність ділянку Альфуру і засвідчують це по-своєму — влаштувавши вечірку. |                  |                                                       |            |                 |                         |
| 8 | 8                | «Chapter 8: The Tide Mice» «Припливні миші»           | Енді Койл  | Стефані Сімпсон | 21 вересня 2018         |
| Девід другий рік поспіль через різні невдачі не може пройти прослуховування до скаутського хору «Очеретянки», а мама Гільди не може знайти роботу графічного дизайнера в місті, тому влаштовується на неперспективну роботу в магазині. Гільда йде до бібліотеки з Живчиком і хоче знайти зручне місце, щоб почитати книжку. Живчик дряпає стіну, завдяки чому Гільда знаходить приховану кімнату з книгами, серед яких вона помічає книгу «Як допомагати друзям і зберігати їх назавжди». Серед порад — магічне заклинання «як допомогти друзям у їхніх починаннях». До кімнати заходить бібліотекарка і каже, що цю книгу не можна виносити з бібліотеки, тому Гільда робить копію однієї сторінки і біжить до своєї квартири. Для заклинання вона занурює волосся Девіда та його музичний інструмент у водойму на березі моря, створену припливом, і наступного ранку вона знаходить там мишу, яку непомітно приносить Девіду. Девід блискуче проходить прослуховування. Натхненна успіхом, Гільда виконує те саме заклинання з Джоанною, і незабаром її наймають графічним дизайнером для створення реклами дзвонів. Через деякий час до Гільди приходить стурбована Фріда і каже, що з Девідом щось не так — у нього періодично горять очі, він гарчить, іноді з волосся йде пара. Альфур припускає, що є ознаки заклинання, і Гільда зізнається, що вона зачарувала Девіда та Джоанну. У бібліотеці Гільда, Фріда та Альфур знаходять у примітці до цієї сторінки, що заклинання можна скасувати протягом 30 днів, якщо це не зробити, то душі Девіда та Джоанни назавжди належатимуть Гільді. 30 днів добігають кінця, і Гільда вирішує провести обряд зняття чар прямо на сцені під час виступу «Очеретянок», адже там будуть Девід і Джоанна. Після того, як Гільда вимовляє слова обряду, миші вистрибують у зал, але їх вдається спіймати, і Гільда наказує всім сісти у машину та обіцяє розповісти подробиці дорогою до узбережжя. Обряд не завершено, і у Девіда та Джоанни виникає ще один припадок, у результаті якого автомобіль виходить з-під контролю, але, на щастя, котиться до узбережжя. Гільді вдається завершити обряд скасування, і всі (включаючи двох мишей) повертаються до міста.                                                                          |                  |                                                       |            |                 |                         |
| 9 | 9                | «Chapter 9: The Ghost» «Привид»                       | Енді Койл  | Кенні Баєрлі    | 21 вересня 2018         |
| Фріда кличе на допомогу Гільду і Девіда, тому що вранці в її кімнаті безлад, і вона не може собі цього дозволити через участь у виборах президента класу. Гільда підозрює полтергейст і запевняє Фріду що вона допоможе вирішити проблему тому що Гільда — менеджер її виборчої кампанії і подруга. Допомагаючи Гільді прибирати кімнату, Фріда помічає, що зникла одна старовинна книга. Девід пропонує скористатися відеокамерою свого батька і наступного ранку на відео вони бачать, що Фріда влаштувала безлад. Фріда визнає що це вона влаштувала безлад, але каже що її кімната завжди сама прибирала себе, і вона вважала що всі кімнати так працюють. Гільда робить припущення що у кімнаті дійсно був привид, але він щоночі прибирав кімнату. Виборча кампанія Фріди проходить невдало і друзі ідуть до бібліотеки, де бібліотекарка допомагає Гільді прийти до висновку що привід відвідував Фріду через книгу, яка зникла. Бібліотекарка знаходить в каталозі місце поховання попереднього власника книги і передає Гільді книгу з заклинаннями і паличку з рунами. Вночі друзі приходять на кладовище, і Гільда просить Девіда подолати свій страх заради Фріди та покласти чарівну паличку на могилу, поки Гільда вимовляє заклинання. З могили з'являється привид, який говорить, що він дійсно відвідував квартиру Фріди заради книги і прибирав кімнату на знак подяки. Тепер, коли книга зникла, у привида немає причин відвідувати кімнату, але він підозрює, що книгу могла забрати його сестра, яка лежить у могилі неподалік. Він кличе сестру, вона з'являється з могили і пропонує вирішити питання книги в матчі з боротьби. Привід сестри виграє матч через махлювання, але Гільда не дає привиду повернутися до могили і тому вона змушена віддати книгу, яка виявляється зовсім іншою книгою. Гільда засмучена, що не змогла допомогти Фріді. Фріда не з'являється на свою виборчу промову, Девід і Гільда відвідують Фріду; під час розмови вони звинувачують один одного і сваряться. В останній сцені нам показують того, хто насправді міг викрасти книгу — тонтту. |                  |                                                       |            |                 |                         |
| 10 | 10               | «Chapter 10: The Storm» «Шторм»                       | Енді Койл  | Люк Пірсон      | 21 вересня 2018         |
| Місто накриває найсильніший шторм. Гільда приймає уривки радіоповідомлення від Вікторії Ван Гейл з метеорологічної станції і за допомогою Крука Гільда і Девід летять на допомогу. Увійшовши на метеостанцію, друзі знаходять Вікторію Ван Гейл, яка поводиться підозріло. Всі спроби зупинити шторм закінчуються провалом і Гільда, дізнавшись, що шторм викликаний скупченням духів погоди, летить на Круку прямо в шторм. Гільда модерує розмову духів погоди, суперечка духів погоди припиняється, а разом з нею припиняється і шторм. Духи розлітаються, крім одного, який летить до метеостанції і Гільда дізнається, що Ван Гейл вкрала дитину духа погоди, щоб маніпулювати погодою. Гільда випускає маленького духа погоди, і обидва духа відлітають, руйнуючи метеостанцію і несучи Гільду. Гільда просить духа погоди повернути її до міста, але падає, чіпляється за гілки дерев і приземляється далеко від міста. |                  |                                                       |            |                 |                         |
| 11 | 11               | «Chapter 11: The House in the Woods» «Будинок у лісі» | Енді Койл  | Бен Джозеф      | 21 вересня 2018         |
| Загубившись у Великому Лісі, Гільда натрапляє на Дерев'яну Людину, яка грає в карти з ельфами та велетнем. Один з ельфів пропонує Гільді надіслати Джоанні листа через пошту ельфів, але відразу після цього Дерев'яна Людина програє Гільду в карти велетню, і той відносить її в дупло гігантського дерева, де зберігаються скарби. Виявляється, що Дерев'яна Людина навмисно програла Гільду щоб мати можливість поцупити в велетня важливі речі. В цей час повертається велетень, але Гільді і Дерев'яній Людині вдається втекти. Після довгих блукань вони бачать будинок і залишаються в ньому ночувати. Прокинувшись, Гільда і Дерев'яна Людина виявляють, що будинок створює об'єкти їхніх бажань, але не дозволяє їм покинути його. Альфур отримує лист Гільди, але Джоанна деякий час його не помічає. Згодом вона звертає свою увагу на Альфура й читає лист Гільди. Оскільки місто все ще в снігу, на пошуки Гільди можуть відправитися тільки Альфур і Живчик. Вони знаходять ельфів-картярів і Альфуру доводиться грати в карти щоб здобути інформацію про те, що Гільду забрав велетень. Побачивши Живчика та Альфура, велетень звинувачує їх у співпраці з Гільдою і нападає, але на допомогу приходить Крук і велетень відступає. Живчик, Альфур та Крук знаходять будинок і заходять в нього, але перш ніж Гільда та Дерев'яна Людина встигають попередити їх, двері будинку знов зачиняються. Гільда пропонує своїм друзям спробувати перевантажити здатність будинку створювати предмети, але це не допомагає, і вона кричить, що просто хоче повернутися додому. В цей момент в квартирі Гільди в Тролещині на стіні з'являється нові двері і Джоанна бачить, що з них вивалюється купа речей (які згодом зникають) і Гільда, Дерев'яна Людина, Альфур, Живчик та Крук. |                  |                                                       |            |                 |                         |
| 12 | 12               | «Chapter 12: The Nisse» «Ніссе»                       | Енді Койл  | Люк Пірсон      | 21 вересня 2018         |
| Наближається церемонія нагородження скаутів, а Фріда не з'являється вже третій тиждень. Проте скаути можуть отримати ще один значок під час походу наприкінці року. Оскільки у Фріди ще немає цього значка, Гільда та Девід відвідують Фріду, щоб запропонувати їй піти в похід або принаймні провести з ними час, але Фріда не дуже привітлива і каже, що у неї є плани зі своєю новою подругою Келлі, яка також зайшла до Фріди. Джоанна та Гільда купують у магазині речі для походу, а на зворотному шляху бачать одного з духів дому, Нісса, який сидить на тротуарі. Джоанна каже, що Нісса зазвичай живе в будинках, і їх можуть вигнати господарі, якщо Нісса зробить щось погане. По телебаченню повідомляють про те, що люди нібито бачили чудовисько, Чорного Пса, і Джоанна сумнівається, що похід то гарна ідея. Наступного дня з'ясовується, що їжа для подорожі кудись зникла, і Джоанна йде в магазин; дорогою до магазину Гільда просить висадити її біля Фріди, але Келлі каже Фріді не відчиняти двері для Гільди. Повертаючись додому, Гільда зустрічає того самого Нісса, якого звати Тонту, і дізнається, що Нісса живе в особливому просторі в будинках, утвореному порожнинами, куди можуть потрапити тільки Нісса. Вважаючи, що в її квартирі немає іншого Нісса, Гільда запрошує Тонту до себе. В квартирі Тонту супроводжує Гільду до особливого простору, де вона знаходить багато зниклих речей, і виявляється що там вже живе іншій Нісса. Обидва Нісса відчайдушно б’ються, ламаючи при цьому купу речей. В цей момент повертається Джоанна і виганяє Тонту. Джоанна незадоволена вчинком Гільди, але відкладає цю розмову на потім, тому що їй потрібно відвезти Гільду до табору скаутів. Джоанна непокоїться безпекою Гільди, проте лідер скаутів запевняє її, що небезпеки немає. Девід і Гільда бачать в лісі Тонту і вирішують відвідати його вночі. У лісі вони бачать багаття та кількох дівчат, серед яких Фріда та Келлі. Стає зрозумілим, що всі дівчата — це насправді Марра, і що вони хочуть перетворити Фріду на Марра. Девід долає страх і намагається вступити в конфлікт з Марра, щоб повернути Фріду. Марра налякані та відступають, і Девід думає, що вони його бояться, але коли він оглядається, то бачить гігантського Чорного Пса. |                  |                                                       |            |                 |                         |
| 13 | 13               | «Chapter 13: The Black Hound» «Чорний пес»            | Енді Койл  | Стефані Сімпсон | 21 вересня 2018         |
| Гільді та її друзям вдається втекти від Чорного Пса, але Гільда хвилюється за Тонту. Вона дізнається що багато інших Нісса були загадковим чином вигнані зі своїх домівок. По дорозі на церемонію вручення значків скаутів-горобчиків вона нарешті знаходить Тонту цілим і неушкодженим — він вирішує дослідити особливий простір у скаутському залі. Під час церемонії з особливого простору вискакує Чорний Пес, і Гільда та Тонту тікають, опиняючись у квартирі Гільди. Нісса в її квартирі захищає свою територію, але стає зрозумілим, що собака насправді був її домашнім улюбленцем на ім'я Джеллібін. Гільда також з'ясовує, що це насправді Джеллібін наводив безлад в усіх будинках, мандруючи особливим простором. З'ясувавши, що Джеллібін не становить небезпеки, Гільда, її мама та два Нісса мають втекти від патруля безпеки Тролещини. Вони намагаються покинути місто на автомобілі, але їм доводиться використати особливий простір для втечі, при цьому Джеллібін та його власник переносяться далеко в райони незайманої природи. Гільда та її мати повертаються додому, а Тонту також оселяється в особливому просторі їхньої квартири. Засновано на графічній новелі Гільда та Чорний Пес |                  |                                                       |            |                 |                         |

### Сезон 2 (2020)
| № серії | № серії в сезоні | Назва серії                                                        | Режисер(и) | Сценарист(и)                 | Оригінальна дата виходу |
| --- | ---------------- | ------------------------------------------------------------------ | ---------- | ---------------------------- | ----------------------- |
| 14 | 1                | «Chapter 1: The Troll Circle» «Коло тролів»                        | Енді Койл  | Стефані Сімпсон              | 14 грудня 2020          |
| Гільда рятує будинок ельфа і при цьому дізнається про незвичайну активність тролів навколо Тролещини. Гільда повертається до своєї квартири, де Джоанна розпитує її, підозрюючи що Гільда не розповідає про всі свої пригоди. В цей момент їх відвідує представники патруля безпеки, які кажуть що Гільда здобула перемогу в конкурсі есе, написавши про свою особисту зустріч із тролем (серія 1 «Прихований народ»). Призом є звільнення від школи на один день для огляду захисту Тролещини разом з керівником Патрулю безпеки Еріком Альбергом. Він є прямим нащадком історичної постаті Едмунда «Вбивці тролів» Альберга, але сам ніколи не стикався з тролями. Спочатку вони інспектують на дирижаблі несправні дзвіниці, при цьому Альберг наказує пролетіти скрізь шторм з духами погоди, через що дирижабль ледве не розбивається. Потім вони оглядають пірс і заїжджають за міську стіну на машині безпеки, де знаходять коло застиглих в камені тролів, серед яких і жахливий двоголовий троль. Альберг наполягає на фотосесії і не помічає, що сонце сідає, тролі нападають, забирають фотокамеру і знищують машину охорони. Помічниця Густав застрягла у машині, але каже Гільді та Альбергу тікати. Їм вдається потратити до тунелю Віттра і возз'єднавшись с Густав, вони повертаються до Тролещини. Повертаючись назад, Альберг розкриває свої справжні цілі — він готує Тролещину до повномасштабного конфлікту з тролями. |                  |                                                                    |            |                              |                         |
| 15 | 2                | «Chapter 2: The Draugen» «Драуген»                                 | Енді Койл  | Бен Джозеф                   | 14 грудня 2020          |
| Гільда розшукує Щурячого короля, хранителя всіх таємниць, щоб знайти інформацію про Едмунда Альберга. Щурячий король вимагає бутерброд місцевого ресторану в обмін на інформацію. В ресторані вона зустрічає Дерев'яну Людину, який щойно виграв корабель в інших відвідувачів, і Гільда приєднується до нього в морській подорожі, щоб знайти легендарний корабель-привид із духами загублених моряків, «Драуген». Виявляється, Дерев'яна Людина збирається вкрасти деякі речі у Драуген, і коли Драуген дізнаються про це, вони хочуть залучити Гільду та Дерев'яну Людину до своїх примарних лав як покарання! Один з Драуген вказує на лазівку в їх правилах — щоб уникнути цієї долі, Гільда та Дерев'яна Людина можуть погодитись на поєдинок із привидами — перемогти їх у перегонах на кораблях до берега або програти і самим стати Драуген. Драуген здається непереможним, але Гільда використовує духів погоди, і вони першими досягають берега. Але на цьому корабель-привид не зупиняється. Гільді вдається взяти паличку з рунами в своїй квартирі, і вона спрямовує корабель-привид до кладовища Тролещини (серія 9 першого сезону «Привид»). На кладовище Гільда викликає привидів, які виявляються родичами Драуген. Вони возз'єднуються, і ідуть під землю, а корабель-привид зникає. Ця подія привертає увагу Едмунда Альберга, який приписує собі провідну роль у вирішенні ситуації з Драуген. Гільда врешті-решт передає бутерброд Щурячому королю, але виявляється, що навіть у нього немає інформації на Едмунда Альберга. |                  |                                                                    |            |                              |                         |
| 16 | 3                | «Chapter 3: The Witch» «Відьма»                                    | Енді Койл  | Стефані Сімпсон & Люк Пірсон | 14 грудня 2020          |
| Гільда і Фріда помічають тривалу відсутність бібліотекарки в бібліотеці. Шукаючи її, вони опиняються в прихованій кімнаті з книгами, звідки через низку інших таких кімнат потрапляють до вежі Відьом. Вони помічають, що бібліотекарка Кайса використовує магію, щоб створити портал і заходить в нього. Переслідуючи Кайсу, вони потрапляють у великий зал, де три відьми повідомляють Кайсі, що одну з книг не повернули майже за 30 років і через дві години відповідальність за цю книгу ляже на Кайсу, а покарання за це — вигнання в «порожнечу, з якої не повертаються». Гільда і Фріда відкриваються і кажуть, що книга у Матильди Пілквіст. Кайсі вдається переконати відьом що вони втрьох вчасно повернуть книгу. Подорожуючи серією небезпечних лабіринтів, вони дізнаються, що Матильда Пілквіст, могутня відьма з багатьма титулами, є бабусею, яку Гільда зустріла в серії «Пташиний парад». Кайса виявляється ученицею Пілквіст і вона зізнається, що відкладала цю зустріч, бо боялася сказати, що не стала повноцінною відьмою. Вони знаходять книгу, яку проковтнула домашня тварина Пілквіст, але запізнюються з поверненням менше ніж на дві хвилини. Три відьми сперечаються, але одна з них наказує відкрити «порожнечу, з якої не повертаються», і Кайса, Гільда та Фріда падають у порожнечу, при цьому їх намагаються схопити незвичайні створіння, схожі на чорні руки з ротами. Здається, що Кайса нарешті опанувала магію і зуміла зупинити падіння, але вона не зможе довго його втримати, тому на допомогу приходять Гільда і Фріда, яка також демонструє магічні здібності. Таким чином їм вдається втекти з порожнечі і Пілквіст каже, що справу закрито, і що вона буде навчати Фріду магії, а Гільда буде фамільяром Фріди. |                  |                                                                    |            |                              |                         |
| 17 | 4                | «Chapter 4: The Eternal Warriors» «Вічні воїни»                    | Енді Койл  | Кенні Баєрлі                 | 14 грудня 2020          |
| Скаути-горобці планують провести ніч за межами міста. Гільда, Фріда та Девід утворюють окрему групу, і Гільда пропонує змінити маршрут, щоб подивитися на «кричущі камені». По дорозі Девіду бракує хоробрості, зокрема, через його страх стрибнути групі доводиться шукати обхідний шлях. Пізно ввечері Девід, наляканий страшними історіями, які Гільда розповідає Фріді в їхньому наметі, намагається відійти подалі, випадково падає з урвища та втрачає свідомість. Коли Девід приходить до тями, вони з Живчиком опиняються в клані вікінгів Торгунд. Їх мета — отримати медальйон Сігурда, який робить безстрашним кожного, хто доторкнеться до нього. Для цього їм потрібно перемогти інший клан вікінгів - Кнудсенів, і Торгунд залучає Девіда до своїх лав як посланця, спокушаючи його можливістю стати безстрашним. Клану Торгунд вдається перебити всіх Кнудсенів, і всі вони, включно з Девідом, торкаються медальйона. Наступного ранку Гільда та Фріда помічають, що Девід виявляє надзвичайну хоробрість і ігнорує будь-яку небезпеку. Гільді та Фріді насилу вдається сховати Девіда за «кричущими каменями», коли якась істота вийшла із болота та попрямувала до вчорашнього поля битви. Друзі непомітно стежать за істотою і помічають, що вона оживляє всіх Кнудсенів за допомогою еліксиру. Девід біжить, щоб попередити Торгунд, і вночі два клани знову починають битву. Цього разу Кнудсени перемагають, залишаючи вбитих Торгунд разом з Девідом, якого обезголовили. Налякані Гільда та Фріда біжать до болотної істоти і вона втомлено розповідає, що його ім'я Сігурд, що вікінги вкрали в нього медальйон, і що ці події — то його помста вікінгам. Коли один клан перемагає, вікінги цього клану стають безстрашними, і наступної ночі приречені на загибель, оскільки їм бракує обережності. Гільді та Фріді вдається оживити Девіда з другої спроби, спочатку вони прикріплюють голову іншою стороною, і Сігурду доводиться відрізати її знову. Сігурд розкриває правду клану Торгунд, і вони починають бавитися з еліксиром, а Девід (який повернувся свого звичайного стану) тікає разом з Гільдою та Фрідою. |                  |                                                                    |            |                              |                         |
| 18 | 5                | «Chapter 5: The Windmill» «Вітряк»                                 | Енді Койл  | Люк Пірсон                   | 14 грудня 2020          |
| Щоб здобути значок спостереження за птахами, Гільда, Фріда та Девід слідують за рідкісним птахом до старого вітряка. Виявляється, у вітряку живе Вікторія Ван Гейл, яка каже, що змінилася і тепер піклується про птахів і тварин. Девід ставиться до цього твердження з недовірою; фотографуючи птахів навколо, він бачить у підвалі щось підозріле, і разом із Гільдою вони виявляють моторошну істоту, схожу на Нісса. Ван Гейл стверджує, що вона створила штучного Нісса, щоб підтримувати вітряк, який занепадає, і друзі погоджуються допомогти з ремонтом. На подяку Ван Гейл дарує Гільді та Девіду подарунки, а Фріді пропонує вибрати книгу зі своєї бібліотеки. Девід знаходить підозрілі креслення і ховає їх під одягом, але не встигає показати їх своїм друзям бо Фріда повертається вибрати книгу, а Гільда поспішає додому. Увечері Девід розглядає креслення, але в цей момент до нього підкрадається штучний Нісса і забирає всі аркуші, крім одного. Девід не може вийти з квартири, тому він знайомиться зі своїм Нісса і просить перевезти його до Гільди скрізь особливий простір. Тонту та Гільда дивляться на малюнки, і Тонту каже, що Ван Гейл замишляє щось жахливе, тому що її Нісса не штучний, а викликаний до життя, а Гільда підозрює що Ван Гейл хоче щось зробити з особливим простором. У цей час Фріда нарешті вибрала книгу і Ван Гейл зв'язує її мотузкою щоб Фріда не завадила її планам. Вона демонструє машину, яка керується її Нісса і яка створює портал в особливий простір. Ван Гейл заходить в портал і в цей момент з'являються Гільда, Девід і Тонту. Гільда і Тонту ідуть за Ван Гейл, де вона розкриває свій план колонізації особливого простору, в цей час Девід намагається звільнити Фріду, його атакує Нісса і в боротьбі вони виводять з ладу машину і портал починає зачинятися. Гільді і Тонту вдається вибратися з порталу, а Ван Гейл і її Нісса (якого Девіду вдалося відштовхнути в портал) засмоктує в інший портал. Місто врятоване, і хоча Гільда засмучена, що Ван Гейл не змінилась, вона радіє що в тварин і птахів тепер буде власна домівка в вітряку. Ван Гейл і її Нісса знаходять себе в незнайомому місці. |                  |                                                                    |            |                              |                         |
| 19 | 6                | «Chapter 6: The Old Bells of Trolberg» «Старі дзвони Тролещини»    | Енді Койл  | Браян Корн і Гейб Пулліам    | 14 грудня 2020          |
| Гільда разом з іншими скаутами спостерігають за маршрутами Ваффів в небі. Раптом у сусідній вежі починає дзвонити дзвін, через що Ваффи втрачають орієнтування та падають на землю. Гільда організує скаутів для порятунку Ваффів і їх вдається повернути у повітря. Вдома Гільду відвідує ельф Бартелл і розповідає що спокійне існування його клану стає неможливим через дзвони, Тонту також каже що дзвони дуже заважають йому в особливому просторі через акустику. Гільда планує поговорити з дзвонарем, але коли вона заходить до вежі, він каже їй що Патруль Безпеки встановив автоматичну систему яка дзвонить раз на годину, більш того, протягом кількох днів така ж система буде встановлена у всіх вежах Тролещини, а контролюватися вона буде з центральної вежі. Повертаючись додому, Гільда знаходить Джоанну, яка спить за креслярською дошкою, і коли Гільда укриває Джоанну, випадають кілька аркушів креслень вежі, яка контролює всі дзвони. Гільда підбирає один з аркушів, а наступного дня збирає команду на даху одного з будинків — Фріду, Девіда, Тонту, Альфура та ельфів Загубленого Клану. Згідно з планом, в день церемонії запуску системи ельфи відволікатимуть Патруль Безпеки, Тонту приведе Гільду і Фріду до вежі скрізь особливий простір, Фріда магією знайде основний системний кабель, Гільда розріже его, а Девід займеться спостереженням та координацією. У день церемонії Гільді вдається непомітно вислизнути, і план вдається, але виявляється, що в системі є допоміжний контур, і помічниця Густав перемикає систему на нього. Фріда приходить до висновку що залишилась єдина надія вимкнути систему використовуючи панель керування в кімнаті нагорі вежі, але коли Гільда і Живчик досягають її, кімната виявляється зачиненою. Кімнату відкриває дзвонар, який вирішив допомогти команді, але виявляється, що систему вже неможливо зупинити, і Гільда вирішує перемкнути систему на максимальну гучність. Це перевантажує механічні частини системи, і всі вони руйнуються, а дзвін центральної вежі падає прямо на Альберга та тимчасово затримує його всередині. Друзі святкують перемогу, але пізніше Альберг наказує перевірити вцілілі дзвони, в тому числі дзвін на дні біля острова «Казан». Коли він дзвонить, внизу щось прокидається ... |                  |                                                                    |            |                              |                         |
| 20 | 7                | «Chapter 7: The Beast of Cauldron Island» «Звір з острова „Казан“» | Енді Койл  | Тім Маккеон                  | 14 грудня 2020          |
| Щось руйнує корабель Дерев'яної Людини, поки він ловить рибу. Гільда допомагає Фріді навчатися встановлювати магічний зв'язок із тваринами поблизу пірса, коли вони знаходять голову Дерев'яної Людини без тіла, яка скаржиться на це дівчатам, а потім помічають протест рибалок. Рибалки скаржаться на знищені та пошкоджені човни і звинувачують Ліндворма з острова «Казан». Альберг та Густав вислуховують рибалок і Альберг обіцяє їм зібрати морську ескадру для атаки Ліндворма, повністю ігноруючи інформацію від Гільди, що кораблі і човни топить щось інше. Повернувшись до квартири, Гільда, Девід та Фріда беруть з собою Альфура, при цьому Гільда вводить Джоанну в оману, кажучи що вони працюють над завданням скаутів. Досягнувши острова за допомогою духа води, вони розділилися на дві групи: Гільда, Фріда та Дерев'яна людина опускаються на дно в бульбашці повітря, створеної водним духом, а Девід і Альфур повинні переконати Ліндворма покинути острів. Девід і Альфур майже відразу знаходять Ліндворма, але той, почувши новини, починає готуватися до бою. Альфур розробляє новий план — зв'язатися з втраченим кланом і зробити вигляд, що це вони атакують Ліндворма. План провалюється, оскільки і Ліндворм, і загублений клан кажуть, що кодекс не дозволяє їм відступити від боротьби, і вони вступають у бій. В той же час Гільда, Фріда і Дерев'яна Людина бачать на дні дзвін, який налаштований дзвонити автоматично. Далі вони знаходять кладовище піратських кораблів, яке підтримує Драуген. Він повідомляє, що чує моторошні звуки. Слідкуючи за звуком, вони знаходять маленького кракена, але він занадто малий, щоб стати причиною атак, тож Фріда намагається використати магію, щоб з'ясувати справжню причину, і розуміє, що їм потрібно повернутися на острів. Тим часом на острові триває битва, і до неї приєднується флотилія Альберга, який безуспішно стріляє гарпунами по Ліндворму, але один гарпун пробуджує сам острів, який виявляється Гігантськім Кракеном. Дерев'яна людина заявляє, що кракен повинен був спати ще 175 років, і Гільда розуміє що його пробудив дзвін Альберга. Кракен знищує кілька кораблів флотилії і годує ними своїх дітей. Девід просить Ліндворма та Загублений клан допомогти, але вони заявляють, що їхній кодекс не дозволяє їм брати участь у битвах, які неможливо виграти, і всі вони тікають з острова на Ліндвормі. Гільда розуміє, що кракен намагається нагодувати дітей деревиною, і просить Фріду за допомогою магії розповісти кракену про кладовище кораблів. Кракен хапає Фріду, але вона встигає розповісти йому про кладовище кораблів, і кракен починає рухатися в цьому напрямку, змушуючи флотилію втекти та знищуючи підводний дзвін. Один з маленьких кракенів повертає Дерев'яній Людині її тіло. Вдома Гільда знов намагається ввести Джоанну в оману, але вона каже що знає що Гільда сказала неправду і що Гільді заборонено залишати квартиру.                                  |                  |                                                                    |            |                              |                         |
| 21 | 8                | «Chapter 8: The Fifty Year Night» «Ніч довжиною в п'ятдесят років» | Енді Койл  | Кенні Баєрлі                 | 14 грудня 2020          |
| Не маючи змоги залишити квартиру, Гільда спостерігає за своїм сусідом — на прізвище Остенфельд. Намагаючись продивитись один з його журналів, вона опиняється в минулому — приблизно 50 років тому, де бачить двійників Остенфельда. Прослідкувавши за ними, вона заходить до ресторану з танцювальною залою, де бачить, що двійники сідають за столики і спостерігають за хлопцем і дівчиною, які знайомляться, танцюють а потім розлучаються. Один з двійників помічає Гільду, але їй вдається втекти на трамваї і вона повертається в теперішнє, де на неї вже чекає Остенфельд. Він визнає що молода людина в минулому — то він, що тієї ночі він хотів знайти дівчину, але не зміг. Він не розуміє чому подорожі часом можливі, але вони пов'язані з копіями журналу з того ресторану, а кожна така подорож створює двійника в минулому. Гільда пропонує йому змінити минуле, але Остенфельд не наважується, тому Гільда хапає журнал і переміщується в минуле незважаючи на спроби Остенфельда зупинити її. Гільда зупиняє молодого Остенфельда і каже йому, що в нього є єдиний шанс повернути дівчину і що він потрібен діяти зараз. Він вибігає на вулицю і вони продовжують знайомство з дівчиною. В цей момент з'являються копії Гільди і Альфура, а також Остенфельда і Гільда з майбутнього каже, що Гільді потрібно тікати. З'являється гігантська істота в формі черв'яка і починає поглинати різні копії Гільди, Альфура та Остенфельда. Коли черв'як проходить через портали, Гільда та Остенфельд бачать уривки нового життя Остенфельда, і стає зрозумілим, що дівчина з минулого — Матильда Пілквіст. Гільді з майбутнього вдається відволікти черв'яка і той її поглинає, але це дає змогу Гільді та Остенфельду повернутися в теперішнє. Черв'як переслідує їх і після ряду стрибків через портали Гільда опиняється біля машини Джоанни. Гільда добігає до будинку Пілквіст, яка призупиняє рух черв'яка і пояснює, що Гільда створила нову часову лінію, і черв'як знищує попередню часову лінію, що призведе до зникнення цієї версії Гільди, тому що в новій лінії Остенфельд не є її сусідом. Пілквіст зізнається, що це вона створила магічний примірник журналу, і що найкраще вирішення проблеми — знищити його разом з новою часовою лінією. Пілквіст і Остенфельд з іншої часової лінії погоджуються на знищення журналу і їх поглинає черв'як, тим самим всі ефекти зміни часу відкочені. Остенфельд зустрічає Гільду і Пілквіст, але він не пам'ятає про їх сумісне життя, і Пілквіст вирішує, що це, мабуть, на краще. Гільда мириться з Джоанною. |                  |                                                                    |            |                              |                         |
| 22 | 9                | «Chapter 9: The Deerfox» «Лисолень»                                | Енді Койл  | Люк Пірсон                   | 14 грудня 2020          |
| Живчик відчуває, що Гільда не приділяє йому уваги. Одного разу вночі він бачить вогні в небі і тікає через ворота Тролещини. На шляху до вогнів його переслідує вовкоподібна істота. Гільда та Джоанна ідуть за Живчиком, повертаючись до спогадів про першу зустріч Гільди та Живчика, коли Живчик опинився в пастці під купою каміння, а Гільда допомогла йому вибратися. Гільда та Джоанна досягають скелі, і вони пригадують, як Живчик врятував Гільду від падіння зі скелі. Коли Гільда та Джоанна починають сходження, на Гільду нападає вовкоподібна істота. Ситуація здається безнадійною, але на допомогу приходить Живчик, щоб врятувати Гільду; істота падає зі скелі. Виявляється, що вогні в небі утворюються світловими шляхами, якими користуються лисолені. Живчик зустрічає своїх батьків, які пропонують йому приєднатися до них. Гільда каже Живчику, що розуміє його рішення приєднатися до інших лисоленів. Коли Живчик починає свою подорож світловим шляхом до неба, він згадує про те, що в минулому він вирішив врятувати Гільду від падіння зі скелі, але йому довелося розлучитися з іншими лисоленями. Засмучена Гільда розповідає своїй мамі, що вона втратила свій спосіб життя, свій дім, а тепер і Живчика. Але в цей момент вона бачить Живчика, який вирішив залишитися з Гільдою. Гільда обіцяє, що ніколи більше не забуватиме про Живчика. |                  |                                                                    |            |                              |                         |
| 23 | 10               | «Chapter 10: The Yule Lads» «Різдвяні хлопці»                      | Енді Койл  | Тодд Кейсі                   | 14 грудня 2020          |
| На «Зимовому фестивалі» Тролещини Гільда зустрічає групу дивних чоловічків на ім'я «Різдвяні хлопці», які шукають неслухняних дітей. Вони кумедні і з ними весело, але Гільда надто пізно розуміє, що вони слуги Грили; легендарного монстра, який поїдає поганих дітей. Голодна Грила швидко наближається і Гільда та «Різдвяні хлопці» повинні працювати разом, щоб приготувати альтернативний (вегетаріанській) святковий бенкет для неї — і врятувати викрадених дітей і Джоанну. Запрошена зірка: Енді Серкіс в ролі Кертаснікіра. |                  |                                                                    |            |                              |                         |
| 24 | 11               | «Chapter 11: The Jorts Incident» «Інцидент „Джортс“»               | Енді Койл  | Емілі Брандідж               | 14 грудня 2020          |
| Чарівні припливні миші (серія 8 першого сезону «Припливні миші») тікають від Гільди і зачаровують місцевого працівника компанії «Джортс», Гіла, надприродною удачею, завдяки чому він стрімко просувається з посади наповнювача торгових автоматів до генерального директора імперії снеків «Джортс». Миші розмножуються і захоплюють штаб-квартиру «Джортс», а вся Тролещина чарівним чином збожеволіла стосовно цих снеків. Гільда та команда повинні ще раз зняти чари припливних мишей, проникнувши в штаб-квартиру «Джортс» і зібравши припливних мишей, які швидко розмножуються. Чарівна погоня проходить в стилі «Мисливців за привидами» через офісну вежу на верхній поверх, щоб остаточно зняти чари припливних мишей. |                  |                                                                    |            |                              |                         |
| 25 | 12               | «Chapter 12: The Replacement» «Заміна»                             | Енді Койл  | Тодд Кейсі                   | 14 грудня 2020          |
| Альфур ігнорував прохання повернутися до Королівства Ельфів – його звіти про його пригоди в Тролещині настільки вражаючі, що ельфи відмовляються вірити в їх правдивість, і його відкликають для розслідування можливого злочину неправдивого оформлення повідомлень. Коли раптово з'являється його заміна, безрадісний ельф на ім'я Елвін разом із делегацією ельфів, щоб зайняти його місце в квартирі Гільди, Альфур залучає загублений клан, щоб спробувати організувати підміну на переодягненого ельфа загубленого клану. План провалюється, і Альфур тікає скрізь фермерський ринок, де Альфур і його переслідувачі створюють багато незручностей для відвідувачів. Альфур і переслідувачі забігають у макет маяка, з якого Альфур і Елвін встигають вискочити і їх підхоплює Гільда, а решту делегації у макеті замикає помічниця Густав. Густав відносить модель маяка до штаб-квартири Патруля Безпеки і розміщає його в скляному контейнері. Вважаючи, що вона має справу з духами, вона знаходить рекомендацію в книзі залити контейнер водою. Альфур імпровізує і каже Густав що він є представником Патруля Безпеки духів і пропонує підписати документи про передачу їх йому під опіку. Густав підписує документи і відпускає ельфів. Делегація повертається до гавані і Альфур все ще має повернутися до Королівства Ельфів, але Елвін заповнює форму свідка, що він підтверджує повідомлення Альфура. Альфур повертається до квартири Гільди, а делегація разом з Елвіном повертається до Королівства Ельфів. |                  |                                                                    |            |                              |                         |
| 26 | 13               | «Chapter 13: The Stone Forest» «Кам'яний ліс»                      | Енді Койл  | Стефані Сімпсон              | 14 грудня 2020          |
| Фріда експериментує з магією і виявляє що їй не вистачає пилу зі старої фортеці. Гільда обіцяє принести пил, але коли вона робить зупинку в своїй квартирі на зворотному шляху, Джоанна забороняє їй відвідати Фріду. Джоанна перехоплює Гільду, яка намагається вислизнути з заборони залишати квартиру за допомогою особливого простору, і в результаті їхньої боротьби вони провалюються в «розрив» особливого простру, що переносить їх в таємничий «Кам'яний ліс». Провівши ніч під каменем, вони шукають вихід, уникаючи по дорозі тролів. Тим часом Девід і Фріда залишають Тролещину щоб знайти Гільду. Їхні шляхи перетинаються з Альбергом і Густав, які патрулюють територію на дирижаблі. Фріда знаходить групу Ваффів, що сплять, і коли вона хоче торкнутися білого Ваффа, вони злітають у повітря і викликають видовищну аварію дирижабля. Альберг та Густав рятуються разом з Фрідою та Девідом і група розбиває табір біля підніжжя гори та починає розгортати літаючий рятівний човен. Ввечері в табір заходить група тролів і Фріда використовує помилкові чари, перетворюючи Альберга на комаху, що відлякує тролів. Густав тимчасово замикає Альберга в скляній банці. Гільда та Джоанна знаходять вихід з гори, але не можуть пройти повз тролів, які сидять біля багаття. В цей момент з'являється двоголовий троль, який вчиняє бійку і Джоанні та Гільді вдається вислизнути, але Живчик застряг і двоголовий троль переносить його до своєї скарбниці разом з іншими речами. Джоанна наказує Гільді чекати назовні, а сама біжить рятувати Живчика. Гільда не витримує і також іде на порятунок. Рятуючись від хаосу, вони знаходять притулок у дружніх дитини та мами тролів, яка, після ночі відпочинку, використовує магію тролів, щоб створити путівник в формі маленького Ваффа. Тим часом Альфур завдяки голубу Седріку приєднується до Фріди, Девіда та Густав щоб вказати на можливе місцезнаходження Гільди. Втеча Гільди та Джоанни приймає жахливий поворот, коли їх заганяє в кут розлючений двоголовий троль. Але в цей час їх друзі назовні створюють рятівну лазівку і Джоанні, Гільді та Живчику вдається вислизнути з гори. За ними ще женеться двоголовий троль, який під дією сонця кам'яніє і котиться по схилу, але Джоанну підбирають на літаючий човен, а Гільду підбирає білий Вафф. Прибувши в Тролещину, Густав відвозить Гільду, Джоанну та Живчика до їх квартири, і разом з Фрідою та Девідом відвідують штаб-квартиру Патруля, де Фріді завдяки пилу зі старої фортеці вдається зняти чари з Альберга. Повернувшись додому, Джоанна вкладає Гільду спати і каже їй, що, незважаючи на характер Гільди, вона б нізащо її ні на кого не обміняла. Але наступного ранку, коли Джоанна приносить Гільді сніданок у ліжко, вона виявляє, що Гільди вже немає. На її місці з-під ковдри визирає дитина Троля. Гільда прокидається в Кам'яному лісі і помічає що вона перетворилася на троля. Засновано на графічній новелі Гільда та Кам'яний Ліс |                  |                                                                    |            |                              |                         |

### Фільм (2021)
| Назва серії | Режисер(и) | Сценарист(и) | Оригінальна дата виходу |
| --- | ---------- | ------------ | ----------------------- |
| «Гільда і гірський король» | Енді Койл  | Люк Пірсон   | 30 грудня 2021          |
| Гільда перетворилася на троля і опинилася в країні тролів. Вона шукає спосіб повернутись у свою людську форму та возз'єднатися зі своєю мамою. Інші тролі розкривають їй таємниці свого світу: їхні звичаї, кухню та легенди; зокрема, легенду про сумнозвісного Гірського короля. Тим часом, поки зростає напруга між тролями, що збираються, і містом Тролещина, мама Гільди блукає по схилу гори, відчайдушно намагаючись знайти Гільду, перш ніж конфлікт переросте у повномасштабну війну. Засновано на графічній новелі Гільда і гірський король |            |              |                         |

### Сезон 3 (2023)
| № серії | № серії в сезоні | Назва серії                                           | Режисер(и)     | Сценарист(и)            | Оригінальна дата виходу |
| --- | ---------------- | ----------------------------------------------------- | -------------- | ----------------------- | ----------------------- |
| 27 | 1                | «Chapter 1: The Train to Tofoten» «Поїзд на Тофотен»  | Енді Койл      | Люк Пірсон              | 7 грудня 2023           |
| Гільда отримує листа від своєї двоюрідної тітки Астрід з запрошенням відвідати Тофотен. Разом з Джоанною, Фрідою, Девідом, Альфуром, Тонту і Живчиком вона подорожує потягом до Тофотена де їх зустрічає Астрід і розміщує в своєму будинку. Астрід розповідає що створює захисні талісмани - для себе і на продаж і передає по талісману Гільді, Фріді та Девіду. Гільда нудьгує в Тофотені без пригод, і в цю мить в двері будинку стукає Пука —істота яка може змінювати форму, і просить позичити чашку для яєць і ложку. Астрід хоче подивитись що Пука має в торбі, і з неї викачується яйце Ваффа. Астрід каже, що його потрібно повернути до печери Ваффів неподалік і група рушає. Одразу після того, як вони повертають яйце, воно вилуплюється і маленький Вафф приєднується до інших, але при цьому вони руйнують шлях. Джоанна каже що всі повинні стрибнути і кожного з них підбирає Вафф і вони летять додому. Перед сном Гільда бере з полички і починає читати книгу «Феї Тофотена». |                  |                                                       |                |                         |                         |
| 28 | 2                | «Chapter 2: The Fairy Mound» «Казковий Курган»        | Енді Койл      | Люк Пірсон              | 7 грудня 2023           |
| Гільда прокидається після кошмару про фей і казковий курган. Купуючи сувеніри з Фрідою та Девідом, Гільда запитує про фей і дуже розчаровується, коли, слідуючи інформації для туристів, вони потрапляють до фальшивого казкового кургану, наповненого механічними феями. Фріда і Девід повертається до будинку Астрід, а Гільда вирішує розпитати власника будинку з багатьма підковами. Власник будинку Йонас грубо відповідає Гільді, але з'являється Астрід і просить Йонаса залишити Гільду в спокої. Астрід також просить Гільду не згадувати цей епізод Джоанні. Тієї ночі Астрід запрошує всіх у табір. Гільда розпитує Джоанну про її переїзд із Тофотена, але не отримує прямої відповіді. Гільда бачить фігуру в накидці біля кургану, яка виконує ритуали з талісманами і Гільда розуміє, що це Астрід. Наступного дня Гільда, Фріда та Девід відвідують курган і прибирають один талісман, після чого Девід несподівано зникає. Астрід і Джоанна проводять час разом і Джоанна висловлює занепокоєння через те, що Гільда відвідує Тофотен. В цю мить Гільда та Фріда, які розшукують Девіда в тумані, нарешті знаходять його. Повертаючись додому, Астрід та Джоанна зустрічають Пука, який розповідає що бачив, як Гільда, Фріда та Девід пішли до кургану. Джоанна, а слідом і Астрід, біжить до кургану. Гільда, Фріда та Девід все ще знаходяться в тумані, намагаючись ухилитись від зловісних літаючих істот, схожих на гриби з очима. Джоанна розлючена, але Астрід нагадує їй, що потрібно спершу врятувати дітей, і вони починають розкопувати курган. Вони витаскують Фріду і Девіда, а згодом і Гільду, яка в останню мить бачить дві фігури в накидках, які її кличуть. Після повернення в будинок Астрід, Джоанна, все ще розлючена на Астрід, зізнається Гільді, що в дитинстві з нею майже не сталася така сама трагедія і тому вона переїхала з Тофотена. Астрід каже, що вони знаходились в зовнішній частині королівства фей і змогли врятуватися завдяки талісманам. Джоанна не хоче залишатися в Тофотені і вони збираються додому. |                  |                                                       |                |                         |                         |
| 29 | 3                | «Chapter 3: The Giantslayer» «Вбивця гігантів»        | Енді Койл      | Бен Грін                | 7 грудня 2023           |
| Гілді сниться кошмар з двома фігурами і коли вона прокидається, вона падає й розбиває талісман. По телефону Астрід каже, що талісман був потрібен Гільді лише в Тофотені, але якщо вона хоче новий, їй буде швидше зробити його самостійно, і вказує, де знайти деревину для талісмана. Діставшись величезного дерева, Гільда бачить Дерев'яну Людину, який, як виявляється, доглядає за старовинними деревами. Живчик переслідує тварину і забігає в коріння дерева, Гільда, а слідом і Дерев'яна Людина, ідуть за Живчиком і опиняються в старовинному селищі. Гільда бачить, як гігант на ім'я Кальда трощить будинок і робить припущення, що вони знаходяться в минулому — в епоху гігантів. Гільда розпитує володарів розтрощеного будинку і взнає що в селище є лідер на ім'я «Вбивця гігантів», і що йому вдалося полонити брата Кальди — Дріба. Гільда іде слідом за Кальдою і знаходить інших гігантів. З розмови з Кальдою стає зрозуміло, що вона знає, де люди тримають Дріба, але боїться підійти, тому що це може бути пастка. По всьому світу люди конфліктують з Гігантами. Гільда хоче допомогти і, почувши від Дерев'яної Людини, що вони знаходяться в альтернативному минулому, Гільда наважується допомогти полоненому гіганту. Повернувшись до селища, Гільда зустрічає «Вбивцю гігантів», який виявляється хлопцем її віку на ім'я Халвор. Халвон розповідає, що насправді він ще не вбив жодного гіганта, але планує використати Дріба щоб заманити інших гігантів в пастку і знищити їх. Халвор відмовляється від пропозиції Гільди домовитись з гігантами і вночі, вкравши меча, Гільді вдається перерізати частину мотузок але Дріб випадково штовхає Гільду і вона втрачає свідомість. Мешканці села виявляють Дерев'яну Людину і, вважаючи, що він демон, захоплюють його в полон. Прийшовши до тями, Гільда побачила, що Кальда прийшла на допомогу своєму брату, але її атакував Халвор. Халвор знов відмовляється слухати Гільду і вона використовує катапульту щоб дістатися Кальди, яка відступає. Кальда переказує іншим гігантам промову Гільди, але гіганти відповідають, що справа не лише в Халворі, всі люди бояться гігантів і тому гіганти вирішили піти. Гільда повертається до селища і бачить що мешканці прив'язали Дерев'яну Людину і мають намір його спалити. Гільда намагається звільнити його, але їй заважає Халвор і вони б'ються на мечах протикаючи бочки з нафтою, і зрештою перевертаючи факел, що призводить до пожежі і спрацюванню катапульт з камінням, охопленим полум'ям. Один камінь потрапляє в дерево, через яке Гільда, Дерев'яна Людина і Живчик пройшли раніше і дерево охоплює полум'я. Гільда вибиває меча з рук Халвора і каже йому, що гіганти також зруйнували її будинок, але вона прийняла це. Гільда намагається врятувати Дерев'яну Людину, до якого підбирається полум'я, але в цей час вогонь гасить Дріб, якого звільнив Халвор. Дріб допомагає загасити пожежу в селищі, гігантів звільнено, але вони все одно вирішують вирушити у космос. Гільді, Дерев'яній Людині і Живчику вдається повернутись через дерево, охоплене полум'ям, і коли вони повертаються, вони бачать що дерево повністю вигоріло і на їхньому боці. Гільда засмучена, але Дерев'яна Людина запевняє її, що своїми діями вона змінила альтернативну реальність на краще. Дерев'яна Людина хоче висадити дерево ближче до свого будинку, а Гільді вдається зібрати гілку з дерева і зробити вдома талісман. Дві фігури в накидках спостерігають за нею через вікно. |                  |                                                       |                |                         |                         |
| 30 | 4                | «Chapter 4: The Laughing Merman» «Русал, що сміється» | Меган Фергюсон | Бен Джозеф & Че Грейсон | 7 грудня 2023           |
| Гільда, Фріда і Девід не можуть знайти четвертого скаута для рафтингу і фотографування тому, що решта сприймає їх як «чудних друзів». Зрештою лідер скаутів призначає до їх групи дівчину-інтроверта на ім'я Луїза. Щоб не налякати Луїзу, друзі вирішують провести подорож без звичних пригод. Але Девід втрачає карту, і команда починає пливти неправильним шляхом. Вони зустрічають балакучого русала на ім'я Юджин, якого переслідує морський змій, і який просить про допомогу. Їм вдається втекти від морського змія, але течія відносить їх до водоспаду. Команда витримує падіння, але тепер вони повністю загубилися. Юджин каже, що знає короткий шлях через печеру. Гільда не довіряє Юджину, але команда вирішує погодитись на його пропозицію. Виявляється, що Гільда мала рацію, тому що Юджин вважає себе великим артистом і співає пісню про те, як рибалки виловили його і покинули в річці, і він не знає як повернутися в море. Морський змій, якого друзі бачили раніше, виявився ілюзією, яку створив Юджин щоб заманити друзів і тримати їх як глядачів назавжди. Девід укладає угоду з Юджином — якщо протягом п'яти хвилин їм не сподобається його виступ, вони можуть бути вільними, інакше вони залишаються назавжди. Тільки Луїзі вдалось протриматися, але вона не хоче залишати друзів і укладає нову угоду з Юджином. Команді потрібно вирішити який з 9 потенційних виходів з печери є справжнім. Юджина видають його емоції і команді вдається виключити всі виходи крім двох. Юджин намагається контролювати свої емоції і команда майже робить неправильний вибір, але Луїза здогадується зробити фотографію Юджина на якій вона бачить його справжні емоції, тому команді вдається випливти через справжній вихід. Юджин виконує свою частину угоди й відпускає дітей, але він засмучений що залишився без глядачів. Луїза каже йому що він в будь-який момент може відправитися до моря, для цього достатньо скористатися течією річки. Луїза також зізнається що це вона сховала мапу Девіда з метою щоб взяти участь в їх пригодах. На шляху до моря Юджин влаштовує жарт над іншими скаутами, які раніше були нечемними з «чудними друзями». Юджин подорожує за течією в море. |                  |                                                       |                |                         |                         |
| 31 | 5                | «Chapter 5: The Job» «Робота»                         | Меган Фергюсон | Стефані Сімпсон         | 7 грудня 2023           |
| Чоловік ледве встигає на пором до Тролещини і віддає останні кошти за квиток. Відповідаючи на запитання капітана про мету поїздки, він показує кулон із фотографією Гільди в дитинстві. Через деякий час в Тролещині Джоанна з Альфуром збираються піти в магазин, а Фріда і Девід зайшли щоб обговорити плани на суботу. В цей момент з'являється чоловік з порому. Його звуть Андрес, він батько Гільди. Гільда надзвичайно щаслива; Андерс знайомиться з Тонту, Альфуром, Фрідою та Девідом, які дуже здивовані, тому що Гільда ніколи не згадувала Андерса і вони вважали його мертвим. Андрес запрошує Гільду та друзів на обід і обіцяє Джоанні, що Гільда повернеться близько п'ятої вечора. На шляху до ресторану «Солона Діва» Гільда розповідає про свої пригоди, і Андерс каже що жагу до пригод Гільда успадкувала від нього. Андерс збирається залишитись в Тролещині, якщо зможе знайти роботу. В цей момент в ресторан заходить підозріла людина на ім'я Тхір. Він шукає когось, хто б виконав для нього завдання, і хоча всі інші уникають його, Гільда одразу пропонує послуги Андерса. Андерсу потрібно привезти щось з руїн замка і оскільки у Андерса немає машини, а машина Джоанни зруйнована тролем, Тхір передає Андерсу свою вантажівку з величезною вм'ятиною на дверях. Оскільки Гільда знає шлях, вона пропонує свою допомогу. Девід і Фріда занепокоєні, але раді бачити що Гільда проводить час з батьком. На шляху до замку у вантажівки спустило колесо і поки вони міняли шину, Живчик знайшов скам'янілого троля з дзвоником. Гільда вирішує закопати дзвоник і розповідає Андерсу про свої пригоди. Андерс жалкує що пропустив багато пригод і дозволяє Гільді вести вантажівку, а потім запрошує піти в похід наступних вихідних. Джоанна занепокоєна і телефонує Девіду, який розповідає про подорож Гільди та Андерсу, і Джоанна позичає машину у матері Девіда щоб доїхати до замка. В цей час сонце сідає і скам'янілий троль починає рухатися в напрямку руїн замка. В руїнах замку Гільда та Андерс зустрічають двох інших співробітників Тхора — Гюнтера і Гарт, які безуспішно намагаються витягнути скриню. Гільда допомагає їм підняти скриню, а Гюнтер розповідає, що Тхір отримав цю інформацію від Віттра, і що скриня містить золото, яке зібрав троль. Гільда відмовляється викрадати скриню і Андерс погоджується з нею, що призводить до конфлікту з Гюнтером і Гарт. З'являється Джоанна, яка незадоволена діями Андреса, і слідом з'являється троль, який хоче захистити свій скарб. Через троля Гільда впускає ключі від вантажівки, які миттєво підбирають Гюнтер і Гарт і біжать до вантажівки. Андрес вирішує відволікти троля. Троль переслідує Андерса і заганяє його в кут, але з'являються дві фігури в накидках і Андерс зникає на превеликий подив троля. Гільда вважає що троль зжер Андерса, але той демонструє що не робив цього. Джоанна та Гільда ще якийсь час шукають Андреса в руїнах, але зрештою повертаються додому, вважаючи що Андерс знов втік. |                  |                                                       |                |                         |                         |
| 32 | 6                | «Chapter 6: The Forgotten Lake» «Забуте озеро»        | Енді Койл      | Стефані Сімпсон         | 7 грудня 2023           |
| Гільда сумує за Андресом. Ввечері, коли Гільда хоче зіграти на флейті Пана, Джоанна помічає талісман і пригадує як Астрід робила сотні таких талісманів для Джоанни, коли та була дитиною. Наступного дня Джоанна придбає вживаний автомобіль і пропонує Гільді відправитися в похід, щоб відсвяткувати цю подію. По дорозі до кемпінгу машина ламається і коли Джоанні вдається її відремонтувати стає темно, Гільда пропонує зупинитися на ніч в цьому місці, і Джоанна неохоче погоджується. У наметі Гільда запрошує Джоанну зіграти на флейті Пана, і, на подив Гільда, Джоанна грає дуже майстерно. Звуки музики досягають озера поруч і з води з'являються очі якоїсь істоти. Наступного дня Живчик приносить Гільді дерев'яну фігуру і приводить її до сітки з багатьма такими фігурами в озері. Гільда витягує сітку на берег. Джоанна виявляє, що пейзажі озера схожі на її попередні малюнки і припускає, що відвідувала озеро з своїми батьками раніше. Гільда залазить на дерево і починає розгойдуватися на гілці коли з води виходить велика істота, схожа на гібрид павука і жаби, хапає Гільду. Істота рухається дуже швидко, але Джоанні і Живчику вдається прослідити її до печери. В печері істота закріплює Гільду в павутині. Виявляється, істота може розмовляти і вона каже що це Гільда звільнила її, і що істота має намір зжерти Гільду після того як захопить Джоанну. Істота перекриває вихід і вирушає на пошуки Джоанни. Джоанна і Живчик заходять в печеру, але павутина занадто міцна і Джоанні доводиться повернутися до машини за ручною обертовою пилою, уникаючи при цьому істоту. Джоанна звільняє Гільду і вони біжать до машини, але істота їх переслідує. Гільда згадує слова істоти про те, що це Гільда звільнила її і розуміє що в сітці були талісмани. Вона кидає талісмани в істоту, але коли здається, що це спрацювало і істота припинила переслідування, вона стрибає на машину і зупиняє її. Істота ковтає Гільду та Джоанну, але одразу відригує їх тому що вона не може споживати людей і не розуміла, що Гільда та Джоанна — люди. Не маючи змоги зжерти Гільду та Джоанну істота пропонує помиритися і пригадує, що вже намагалась зжерти Джоанну коли та була маленька, але батьки Джоанни заточили її в озері. Джоанна не пригадує цих подій. Відповідаючи на питання Гільди, істота каже що вона походить з часів коли істоти ще не були так чітко визначені і для неї не існує назви. Гільда та Джоанна повертаються додому і Гільда каже, що батьки Джоанни дуже любили її щоб ризикнути заточити таку істоту заради неї. |                  |                                                       |                |                         |                         |
| 33 | 7                | «Chapter 7: Strange Frequencies» «Дивні частоти»      | Меган Фергюсон | Емілі Брандідж          | 7 грудня 2023           |
| Вночі радіо в кімнаті Гільди несподівано вмикається і починає передавати дивні сигнали. Через кілька днів Тонту тягне Гільду в особливий простір тому що інший нісса поцупив його годинник і йому потрібна допомога Гільди. Виявляється, що це не поодинокий випадок —по всій Тролещині нісса крадуть один в одного. Фріда і Девід хочуть влаштувати конференцію нісса щоб вирішити цю проблему, але Гільда сфокусована на радіо — вона вважає що сигнали ідуть від її батька. Тонту забирає радіо собі, при цьому тягне Гільду, Фріду і Девіда в особливий простір. Радіосигнал стає потужнішим, здається він іде з особливого простору. Інший нісса викрадає радіо і Гільді та Тонту не вдається повернути його, тому Гільда погоджується на конференцію нісса. Девід пропонує привабити Нісса безкоштовною їжею; спочатку здається, що на конференцію ніхто не прийде, але нісса починають збиратися. Фріда намагається підтримувати порядок, але нісса не дуже охочі до співпраці, а коли Гільда помічає своє радіо і намагається забрати його, починається велика бійка. Гільді вдається забрати її радіо, і друзі залишають конференцію, яка переросла в повномасштабну бійку. Друзі повертаються до квартири Гільди. Фріда незадоволена тим, що Гільда перетворила конференцію на бійку. Ввімкнувши радіо, друзі чують голос Вікторії Ван Гейл, і Гільда засмучується, бо вона розраховувала почути голос Андреаса. Наступного ранку Гільда позичає радіо Тонту. Для нісса здається незвичайним ідея, що речі можна передавати іншим, і це приводить Гільду до думки створити «бібліотеку позичання», яка дозволить нісса обмінюватись речами. Ця ідея має великий успіх серед нісса. Друзі вирішують трохи повеселитися в квартирі Гільди, але їх перериває Тонту, який хоче дослухати по радіо цікаву виставу про батька, який розшукує свою доньку. Гільда розуміє, що вона мала рацію і її батько знаходиться разом з Ван Гейл і що вони хочуть зв'язатися з Гільдою і попередити її про фігури в накидках. Коли Альфур повертається додому, він каже що за допомогою радіо ельфів вони можуть встановити, звідки іде сигнал Ван Гейл. Виявляється, сигнал іде з Тофотену. Пригадавши попередження про фігури в накидках, Гільда розуміє, що сигнал іде з Казкового Кургана. Гільда вирішує їхати в Тофотен, Фріда і Девід приєднуються до неї щоб допомогти витягти її з Казкового Кургана. Тонту допомагає друзям швидко дістатися вокзалу. Джоанна повертається додому і не знайшовши друзів, вимагає в Тонту та Альфура інформацію куди вони поділися. |                  |                                                       |                |                         |                         |
| 34 | 8                | «Chapter 8: The Fairy Isle» «Казковий острів»         | Енді Койл      | Люк Пірсон              | 7 грудня 2023           |
| З останньої серії стало відомо, що Андерс живий і застряг у Казковому Кургані в Тофотені. Гільда, Фріда та Девід прямують до кургану, щоб врятувати його, Джоанна їде слідом за ними. Гільда заходить у курган і натрапляє на човен, який веде її до місця, де знаходиться її батько, разом із Вікторією Ван Гейл. Гільді і Андерсу вдається вибратися з кургану завдяки порталу, який створила Фріда, але коли з'ясовується, що Джоанна пішла, щоб знайти її, Гільда повертається, щоб врятувати її, і портал зачиняється. Після повернення в курган, світ навколо Гільди змінюється. Зрештою вона стикається з молодою Джоанною (не усвідомлюючи, що це її мати) та намагається допомогти їй знайти батьків. Коли їм вдається їх знайти, Гільда розуміє, що вона частково фея. Батьки Джоанни розповідають історію того, що з ними сталося. Коли Джоанна захворіла на невідому хворобу, її батьки уклали угоду з казковим островом, за якою Джоанна залишилася здоровою, але через 10 років її мали б відправити до казкової країни. Не бажаючи цього робити, батьки пішли замість неї, і Астрід залишилася піклуватися про Джоанну. Оскільки Джоанна воз'єдналась з батьками, додаткову угоду порушено і Джоанна та Гільда не можуть залишити казкову країну, що дуже засмучує Гільду. У цей момент у Тофотені, Фріда і Девід просять Живчика допомогти їм знайти Гільду. Живчик, за допомогою магії Фріди, виє щоб привернути увагу інших лисоленів. Тим часом Гілда розуміє, що багато чарівних істот були вигнані феями з казкового острова, але люди не можуть його покинути. Помітивши, що Живчик та інші лисолені прийшли їх врятувати, Гільда та спочатку неохоча Джоанна вирішують спробувати втекти з казкового острова. Астрід прямує до істоти, з якою раніше домовився її брат, просячи дозволити Гільді та Джоанні залишити острів в обмін на її життя. Коли здається, що вони не встигнуть, Джоанна починає летіти, і їм вдається повернутися у світ людей за допомогою батьків Живчика та інших лисоленів. В світі людей Джоанна спочатку почувається дуже хворою, але незабаром одужує, і вони з Гільдою вважають, що Астрід віддала своє життя, щоб врятувати життя Джоанни. В будинку Астрід з'ясовується, що вона жива, але її вигнано з казкового світу. Як виявилося, Ван Гейл дізналась, як подорожувати через портали, і, дісташись казкового острову, запропонувала укласти вигідну угоду замість Астрід. Вони заходять усередину будинку, і Гільда радіє, що все склалося на краще. Епілог: Гільда та її друзі відвідують парад птахів, Великий Ворон повертається, а Андерс знаходить квартиру в Тролещині. Запрошена зірка: Ширлі Гендерсон в ролі Феї Казкового Острова |                  |                                                       |                |                         |                         |

## Виробництво

### Задум

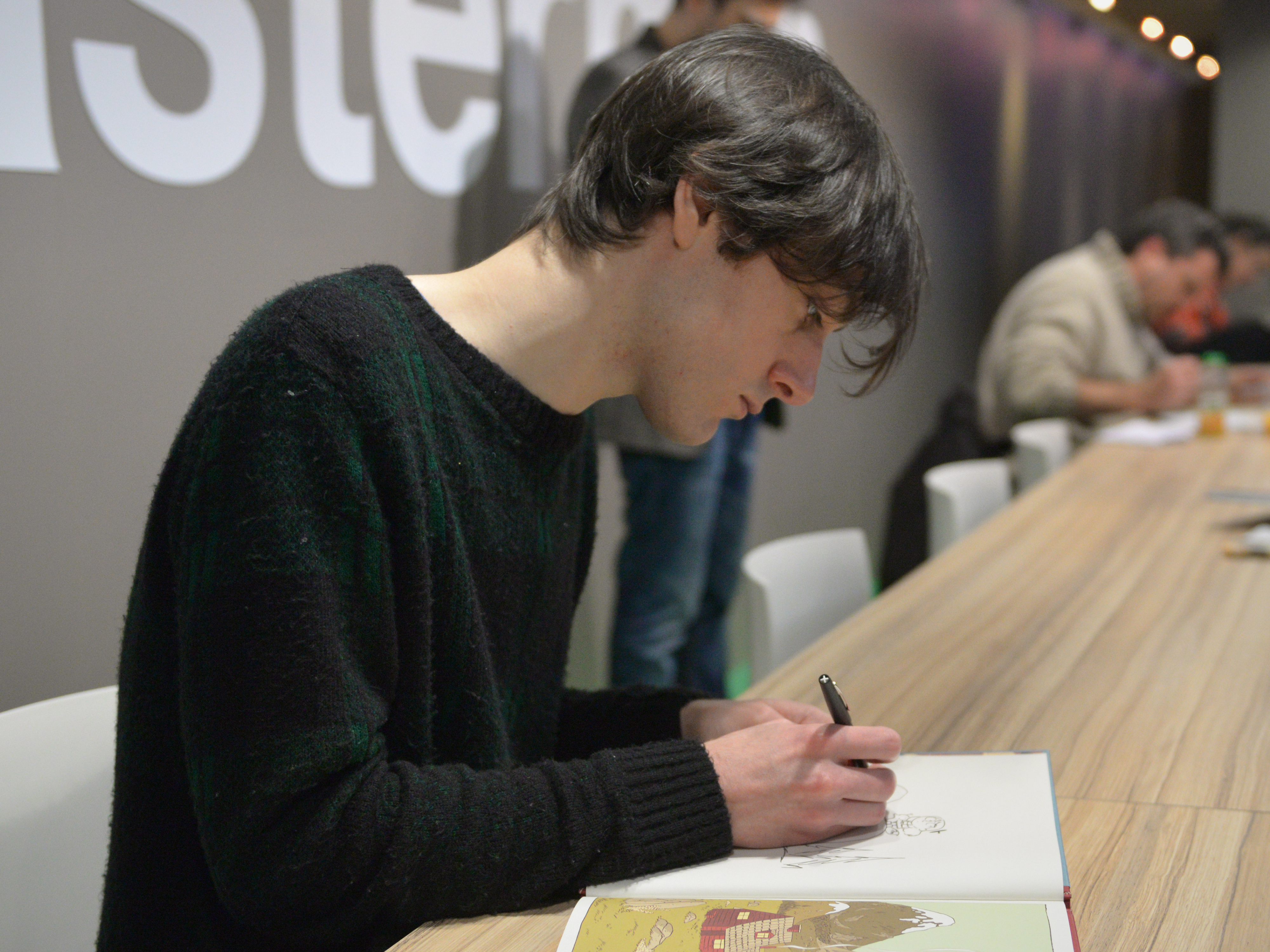
Люк Пірсон на міжнародному фестивалі коміксів в Ангулемі в 2015 році

Люк Пірсон раніше працював в анімаційній індустрії, виконуючи роль розкадровника у кількох епізодах «Час пригод». На початку серіалу «Гільда» він ніколи серйозно не розглядав анімаційну адаптацію графічних новел, хоча ще до того, як він почав створення першої новели, у нього були кілька думок про те, як персонаж Гільди міг би працювати в анімації.
Перед тим, як до нього звернулась компанія Silvergate, декілька виробничих компаній виявляли певний інтерес щодо адаптації «Гільди», хоча жодних домовленостей не було укладено. Пірсон мав відчуття, що інші пропозиції спотворюють уявлення про те, чим має бути серіал «Гільда», і що вони залишали лише зовнішню оболонку ідеї та змінювали інші фундаментальні речі.
У 2014 році продюсер Silvergate Курт Мюллер знайшов «Гільдафольк», першу книгу з серії «Гільда», в американській інді-книгарні в Брукліні, штат Нью-Йорк. Продюсерам із Silvergate книжка сподобалася, і вони зацікавилися її адаптацією для телебачення.
Пізніше того ж року Люк Пірсон отримав від Silvergate поштою пропозицію щодо анімаційного серіалу про «Гільду». Пропозиція була оформлена як книга з торби Гільди в книзі «Гільда та парад птахів», із бібліотечною карткою Тролещини та маленьким листом ельфа всередині, а також дерев'яним USB-накопичувачем, на якому містилася сама пропозиція. На той момент було опубліковано три книги із серії «Гільда», а над четвертою, «Гільда та Чорний Пес», на той час йшла праця. Пірсону сподобалася пропозиція, і незабаром почалися дискусії з Silvergate.
Коли Пірсон і Silvergate почали працювати разом над проектом, вони хотіли ґрунтуватися на оригінальних книгах, водночас зберігаючи загальне відчуття, яке мала серія. Люк особливо піклувався про те, щоб шоу не було «надто телевізійним і шаблонним».

### Стислий виклад
За допомогою головного сценариста Стефані Сімпсон Люк і Silvergate створили стислий виклад, який буде використовуватися для презентації шоу різним телерадіокомпаніям. Деякі елементи з книг було розширено, щоб мати змогу наповнити шоу. Наприклад, персонажі Девіда і Фріди спочатку були другорядними персонажами, які з'явилися в «Чорному псі». Сімпсон спеціально вибрала цих персонажів і надала їм більше рис, щоб вони могли виконувати ролі друзів Гільди. У 2016 році Netflix врешті-решт звернув увагу на серіал і надав йому зелене світло.

### Анонс
Про виробництво серіалу було вперше коротко згадано 15 червня 2016 року в The New Yorker. Заявлялося, що Netflix запланував «анімаційний серіал із дванадцяти епізодів, заснований на перших чотирьох книгах, який вийде на початку 2018 року». 21 червня 2016 року в блозі офіційного сайту Nobrow Press Люк Пірсон та співзасновник Nobrow Press Сем Артур оголосили, що Silvergate Media також візьме участь у створенні серіалу; Пірсон також зазначив:
Я дуже схвильований, коли можу нарешті сказати, що це відбувається. Поряд із написанням нової книги, я вже деякий час працюю з Silvergate і можу підтвердити, що мультсеріал у дуже хороших руках. Занадто багато любові та уваги до деталей пов'язано з ним, і я з нетерпінням чекаю можливості поділитися результатом через пару років.

### Анімація
Mercury Filmworks, канадська анімаційна студія, відома роботою над різними анімаційними телевізійними шоу Disney приєдналася на початку розробки. Була створена тестова анімація тривалістю півтори хвилини, щоб зрозуміти, як шоу буде рухатися та виглядати. Були проведені різні експерименти з дизайном шоу та художнім стилем, щоб зрозуміти, що найкраще підійде для адаптації. Додаткову анімацію надала компанія Atomic Cartoons, яка допомогла створити 8 епізодів першого сезону.

### Дизайн
Коли справа доходила до розробки фонових персонажів для шоу, Люк зазвичай створював попередні ескізи для персонажа, а потім студія Mercury перетворювала їх у готовий дизайн. Деякі персонажі отримали очі в формі крапки, щоб допомогти таким персонажам, як Девід, краще вписуватися в стиль шоу.
Істоти в серіалі, як і серія книг, значною мірою засновані на скандинавському фольклорі. Одним із найбільших джерел натхнення для шоу стала книга Скандинавський фольклор: Ілюстрації традиційних вірувань північних народів, написана Вільямом Крейгі. Багато істот у серіалі були взяті безпосередньо з цих історій.

## Показ
Прем'єра перших двох епізодів першого сезону відбулася на Нью-Йоркському міжнародному дитячому кінофестивалі (англ. NYICFF) 25 лютого 2018 року. Прем'єра першої та третьої серії другого сезону відбулася на NYICFF 22 лютого 2020 року. Прем'єра перших двох епізодів третього й останнього сезону відбулася на Оттавському міжнародному фестивалі анімації 21 вересня 2023 року, у п'яту річницю серіалу.
Перший сезон вийшов на Netflix 21 вересня 2018 року. Другий сезон вийшов 14 грудня 2020 року. Прем'єра третього й останнього сезону відбулася 7 грудня 2023 року.

## Відгуки та критика

### Критика
Серіал «Гільда» отримав визнання критиків і шанувальників коміксів «Гільда» за свій сюжет, персонажів, анімацію та музику. На агрегаторі відгуків Rotten Tomatoes, перший сезон отримав новий 100% рейтинг на основі 10 відгуків із середньою оцінкою 9,00/10. Консенсус критиків вебсайту: «Анімаційна магія найвищого рівня, Гільда успішно поєднує складні почуття та чарівних персонажів у чарівну пригоду, яка однаково підходить для дітей і дорослих». Щодо другого сезону у критиків немає єдиної думки. Емілі Ешбі з Common Sense Media поставила серіалу чотири зірки з п’яти, заявивши, що сама Гільда «є найкращою якістю серіалу, але в ньому також є цікаві персонажі, винятково поєднана історія та анімація Toonboom, а також привабливий світ фантазії».
Еллісон Кін з Collider поставила серіалу чотири зірки з п’яти, сказавши: «Незалежно від віку, „Гільда“ запрошує глядачів приєднатися до таємниць та хвилюючих пригод і знайти магію в особі багатьох істот, і їх цікавих звичок у оптимістичному та чудовому світі. Хоча Гільда має вирости й прийняти міське життя, їй не варто відкидати своє диво дитинства. Ми теж не повинні». Інші зосереджувалися на персонажі «Бібліотекарки» (пізніше відомій як Кайса), стверджуючи, що її героїня є «одним з найпозитивніших зображень бібліотекарів в популярній культурі, разом із іншими анімаційними шоу Клеопатра в космосі та Ші-Ра і могутні принцеси». Той самий рецензент стверджує, що дев'ять хвилин у першому сезоні в бібліотечному середовищі справляють «сильне враження», включаючи епізод із кімнатою спеціальних колекцій і стверджуючи, що серіал чітко демонструє «важливість бібліотекарів і бібліотек на роки вперед».

### Нагороди та номінації
| Рік  | Нагорода                                  | Категорія                                                                                        | Номінант(и) | Результат | Посилання     |
| ---- | ----------------------------------------- | ------------------------------------------------------------------------------------------------ | --- | --------- | ------------- |
| 2019 | 46-а премія Енні                          | Найкраща анімаційна телевізійна/трансляційна постановка для дітей                                | Гільда | Перемога  | [ 30 ] [ 31 ] |
| 2019 | 46-а премія Енні                          | Видатне досягнення в анімації персонажів у анімаційному телевізійному/трансляційному виробництві | Скотт Люїс | Перемога  | [ 30 ] [ 31 ] |
| 2019 | 46-а премія Енні                          | Видатне досягнення за написання сценарію в анімаційному телевізійному/трансляційному виробництві | Стефані Сімпсон | Перемога  | [ 30 ] [ 31 ] |
| 2019 | 78-а щорічна премія Пібоді                | Програми для дитинства і юнацтва                                                                 | Гільда | Номінація | [ 32 ] [ 33 ] |
| 2019 | Денна нагорода «Еммі»                     | Кращий анімаційний серіал для дітей                                                              | Клінт Еланд Курт Мюллер Люк Пірсон Стефані Сімпсон Адам Ідельсон Чантал Лінг Рейчел Саймон Ендрю Х'юмас                               | Номінація | [ 34 ]        |
| 2019 | Денна нагорода «Еммі»                     | Кращий сценарій в анімаційному телепроєкті                                                       | Стефані Сімпсон Кенні Байєрлі | Номінація | [ 34 ]        |
| 2019 | Денна нагорода «Еммі»                     | Краща режисура в анімаційному телепроєкті                                                        | Енді Койл Меган Фергюсон | Номінація | [ 34 ]        |
| 2019 | Денна нагорода «Еммі»                     | Кращий графічний дизайн в анімаційному телепроєкті                                               | Гільда | Перемога  | [ 34 ]        |
| 2019 | Дитяча премія БАФТА 2019 року             | Анімація                                                                                         | Люк Пірсон Стефані Сімпсон Курт Мюллер Белла Рамзі                                                                                    | Перемога  | [ 35 ]        |
| 2020 | 2020 Kidscreen Awards                     | Кращий анімаційний серіал                                                                        | Гільда | Перемога  | [ 36 ]        |
| 2020 | British Animation Awards                  | Найкраще голосове виконання                                                                      | Белла Рамзі | Номінація | [ 37 ] [ 38 ] |
| 2021 | 48 премія «Енні»                          | Найкращий анімаційний телевізійний/трансляційний фільм для дітей                                 | Гільда (за "Розділ 9: Лисолень") | Перемога  | [ 39 ]        |
| 2021 | 48 премія «Енні»                          | Видатні досягнення в анімації персонажів у анімаційному телевізійному виробництві                | Девід Лаліберте | Перемога  | [ 39 ]        |
| 2021 | 48 премія «Енні»                          | Видатне досягнення за редакційну статтю в анімаційному телевізійному виробництві                 | Джон Маккіннон (за «Розділ 9: Лисолень»)                                                                                              | Перемога  | [ 39 ]        |
| 2021 | Денна премія «Еммі»                       | Видатний дитячий мультсеріал                                                                     | Курт Мюллер, Люк Пірсон, Стефані Сімпсон, Браян Корн, Чантал Лінг, Рейчел Саймон, Емеральд Райт-Коллі, Стів Джейкобсон і Віктор Рейес | Перемога  | [ 40 ]        |
| 2021 | Денна премія «Еммі»                       | Видатний сценарій для анімаційної програми                                                       | Стефані Сімпсон і Люк Пірсон | Номінація | [ 40 ]        |
| 2021 | Денна премія «Еммі»                       | Видатна режисура для анімаційної програми                                                        | Енді Койл | Номінація | [ 40 ]        |
| 2021 | Денна премія «Еммі»                       | Видатна режисура голосу для мультсеріалу                                                         | Девід Пікок | Номінація | [ 40 ]        |
| 2021 | Денна премія «Еммі»                       | Видатний монтаж для анімаційної програми                                                         | Джон Маккіннон (спільно з Аніманіяки)                                                                                                 | Перемога  | [ 40 ]        |
| 2022 | Дитяча нагорода Британської академії 2022 | Анімація                                                                                         | Гільда | Номінація | [ 41 ]        |
| 2024 | 51 премія «Енні»                          | Найкращий анімаційний теле/трансляційний фільм для дітей                                         | Гільда (за «Розділ 8: Казковий острів»)                                                                                               | Перемога  | [ 42 ]        |
| 2024 | 51 премія «Енні»                          | Видатне досягнення за редакційну статтю в анімаційному телевізійному виробництві                 | Джон Маккіннон і Майк Стефанеллі | Номінація | [ 42 ]        |

## Пов'язані матеріали

### Анімаційний фільм
Робота над 82-хвилинним фільмом, заснованим на новелі Гільда і гірський король, почалася в 2019 році, фільм вийшов в прокат 30 грудня 2021 року.

### Мобільна гра
Мобільна гра під назвою Hilda Creatures за мотивами серіалу вийшла в App Store 18 жовтня 2018 року. Гра розроблена британським розробником BIGUMAKU. Версія для Android була випущена 6 грудня 2018 року.

### Новели
Гільда і прихований народ, новела, заснована на перших двох епізодах серіалу, вийшла 4 вересня 2018 року. Автором книги є Стівен Дейвіс, ілюстрації створені Сіеррою Міллер. Було випущено ще дві книги, засновані на першому сезоні, під назвою «Гільда і Великий парад» і «Гільда і Особливий Простір». Вони були випущені відповідно 22 січня та 21 травня 2019 року. Обидві книги також були створені Дейвісом і Міллер.
17 листопада 2020 року було випущено ще три новели, засновані на серіалі, а саме на другому сезоні, під назвами «Гільда і черв'як часу», «Гільда і корабель-привид», і «Гільда і білий Вафф». Книги також були написані Девісом, всі три книги були проілюстровані Вікторією Еванс.

### Альбоми саундтреків
28 липня 2023 року Madison Gate Records випустила на цифрових платформах два альбоми саундтреків із музикою перших двох сезонів. Пізніше, 15 грудня, вийшов альбом саундтреків до третього сезону.

## Пояснювальні примітки
1. 1 2  Гільді 13 років у 3 сезоні[2].
2. 1 2 3  Біле лисеня з невеликими оленячими рогами і копитцями.
3. 1 2 3 4  Ім'я Кайси не називається до епізоду 2 сезону «Розділ 3: Відьма»
4. ↑  англ. nittens —крихітні істоти, схожі на котів, які можуть жити в волоссі людей, викликаючи свербіж.
5. ↑  Вафф, англ. Woff — тварина сферичної форми з маленьким хвостом, здатна літати без крил і кінцівок